# Гелоциевые (порядок)
Гелоциевые (лат. Helotiales) — порядок грибов-аскомицетов. По данным Словаря грибов Эйнсуорта и Бисби, включает 501 род и 3881 вид грибов.

## Описание

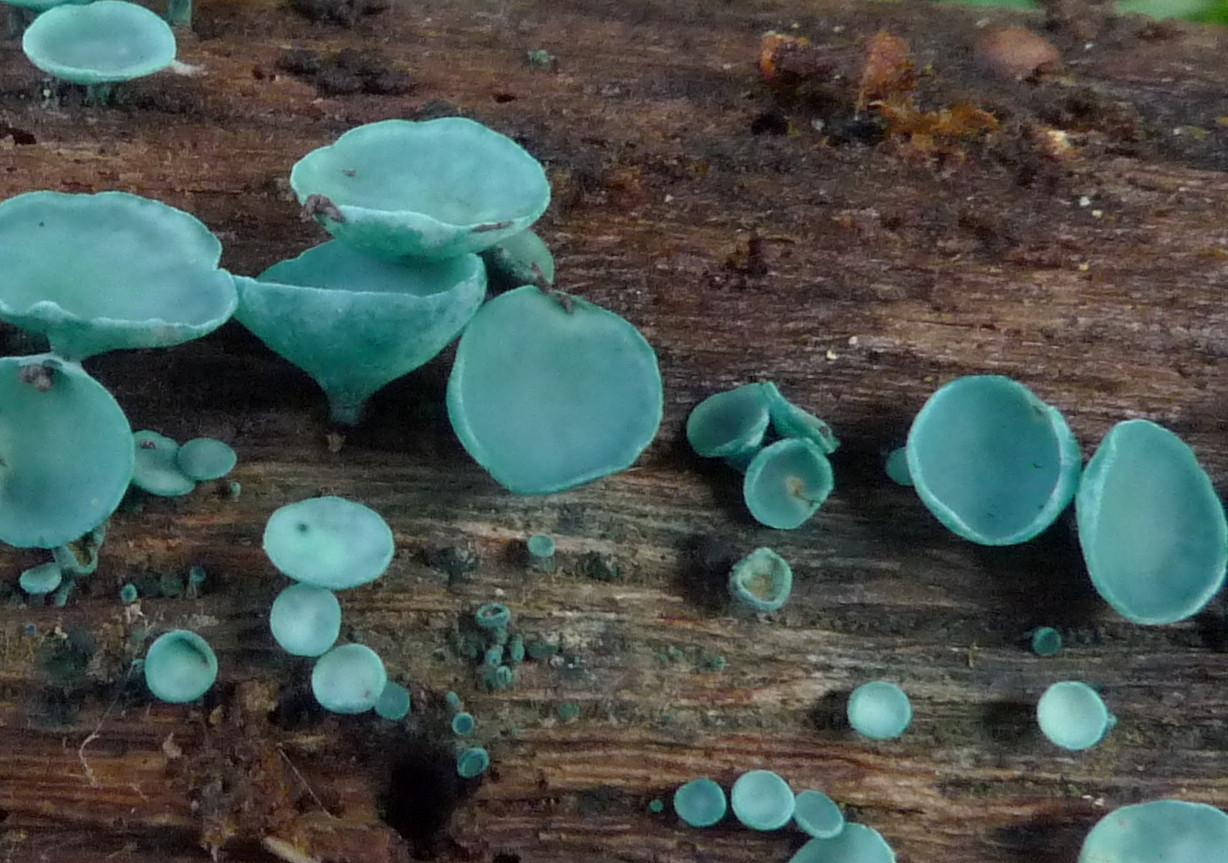

Плодовые тела — обычно небольшие апотеции, нередко ярко окрашенные, сидячие или с ножкой, чашевидной или дисковидной формы, реже выпуклые, иногда покрытые волосками. Стромы обычно отсутствуют. Аски обычно небольшие, тонкостенные. Аскоспоры обычно гладкие, бесцветные, редко полностью симметричные. Анаморфы (бесполые формы) у большинства видов не известны.

## Экология
Представители порядка — сапротрофы и паразиты растений. Некоторые виды лихенизированны.

## Семейства
- Ascocorticiaceae J. Schröt., 1893 — Аскокортициевые
- Cordieritidaceae Sacc., 1889 — Кордиеритесовые
- Dermateaceae Fr., 1849 — Дерматеевые
- Helotiaceae Rehm, 1886 — Гелоциевые
- Hemiphacidiaceae Korf, 1962
- Hyaloscyphaceae Nannf., 1932 — Гиалосцифовые
- Loramycetaceae Dennis ex Digby & Goos, 1988
- Phacidiaceae Fr., 1849 — Фацидиевые
- Rutstroemiaceae Holst-Jensen, L.M. Kohn & T. Schumach., 1997
- Sclerotiniaceae Whetzel, 1945 — Склеротиниевые
- Vibrisseaceae Locq. ex Korf, 1990
- incertae sedis
  - Adelodiscus Syd., 1931
  - Ambrodiscus S.E. Carp., 1988
  - Chondroderris Maire, 1937
  - Cryptopezia Höhn., 1919
  - Dawsicola Döbbeler, 1981
  - Didymocoryne Sacc. & Trotter, 1913
  - Echinodiscus Etayo & Diederich, 2000
  - Endoscypha Syd. 1924
  - Gloeotinia M. Wilson, Noble & E.G. Gray, 1954
  - Helotiella Sacc., 1884
  - Hymenobolus Durieu & Mont., 1845
  - Lachnea (Fr.) Gillet, 1880
  - Livia Velen., 1947
  - Loricella Velen., 1934
  - Malotium Velen., 1934
  - Masseea Sacc., 1899
  - Microdiscus Sacc., 1916
  - Midotiopsis Henn., 1902
  - Mitrula Fr., 1821 — Митрула
  - Muscicola Velen., 1934
  - Myriodiscus Boedijn, 1935
  - Peltigeromyces A. Møller, 1901
  - Phaeopyxis Rambold & Triebel, 1990
  - Pleiopatella Rehm, 1908
  - Pseudotryblidium Rehm, 1890
  - Psilophana Syd., 1939
  - Sarcomyces Massee, 1891
  - Starbaeckia Rehm, 1890
  - Tovariella Syd., 1930
  - Trichangium Kirschst., 1935
  - Trichohelotium Killerm., 1935
  - Urceola Quél., 1886
  - Woodiella Sacc. & P. Syd., 1899
  - Zugazaea Korf, Iturr. & Lizon, 1998